# ریا باران
ریا باران (انگلیسی: Ria Baran؛ ۲ نوامبر ۱۹۲۲ – ۱۲ نوامبر ۱۹۸۶) اسکیت‌باز نمایشی اهل آلمان بود.